# Antonio Ligabue
Antonio Ligabue (già Antonio Laccabue; Zurigo, 18 dicembre 1899 – Gualtieri, 27 maggio 1965) è stato un pittore e scultore italiano, tra i più importanti del XX secolo.

## Biografia
Antonio Ligabue nacque a Zurigo, in Svizzera, il 18 dicembre 1899 da Maria Elisabetta Costa, originaria di Cencenighe Agordino (provincia di Belluno, Italia), e venne registrato all'anagrafe con il cognome della madre. Il 18 gennaio 1901 la madre si sposò con Bonfiglio Laccabue, che il 10 marzo successivo riconobbe il bambino dandogli il proprio cognome. Antonio, però, divenuto adulto, preferì essere chiamato Ligabue (presumibilmente per l'odio che nutriva verso Bonfiglio, da lui considerato come l'uxoricida della madre Elisabetta, morta tragicamente nel 1913 insieme a tre fratelli in seguito a un'intossicazione alimentare). Già da piccolo Ligabue non visse mai con la sua famiglia d'origine: sin dal settembre del 1900, venne affidato a Johannes Valentin Göbel ed Elise Hanselmann, una coppia senza figli di svizzeri tedeschi, che l'artista considerò sempre come i propri genitori; in particolare, con Elise l'artista ebbe un legame profondo, sebbene travagliato.
A causa delle disagiate condizioni economiche e culturali della famiglia adottiva, fu costretto a continui spostamenti dovuti alla precarietà del lavoro. L'infanzia del giovane Antonio fu quindi caratterizzata da grandi disagi, ai quali si univano le malattie di cui era affetto (il rachitismo e il gozzo), condizioni che risultarono nella compromissione dello sviluppo fisico, mentale e psichico del futuro artista. Il carattere difficile e le difficoltà negli studi lo portarono a cambiare scuola varie volte: prima a San Gallo, poi a Tablat e infine a Marbach. Da quest'ultimo istituto, tuttavia, venne espulso dopo soli due anni, nel maggio del 1915, per cattiva condotta. Nell'istituto, in ogni caso, Ligabue impara a leggere con una certa velocità, e pur non essendo capace in matematica e in ortografia, trova costante sollievo nel disegno. Ritornato nuovamente dalla famiglia adottiva, si trasferirono successivamente a Staad, dove condusse una vita piuttosto errabonda, lavorando saltuariamente come bracciante agricolo.
Tra il gennaio e l'aprile del 1917, dopo una violenta crisi nervosa, fu ricoverato per la prima volta in un ospedale psichiatrico a Pfäfers. Dimesso, tornò nuovamente dalla famiglia adottiva, trasferitasi a Romanshorn, soggiornandovi però per brevi periodi, alternando i suoi rientri a casa con peregrinazioni senza meta, durante le quali lavorava come contadino o accudiva animali nelle fattorie. Nel 1919, dopo aver aggredito la madre adottiva durante una lite, su denuncia della stessa venne espulso dalla Svizzera. Venne inviato in Italia e il 9 agosto giunse a Gualtieri, luogo d'origine del padre Bonfiglio Laccabue. Tuttavia, non sapendo una parola di italiano, fuggì nel tentativo di rientrare in Svizzera, ma venne trovato e ricondotto a Gualtieri, dove visse grazie all'aiuto dell'Ospizio di mendicità Carri. Successivamente continuò, come faceva in Svizzera, a praticare una vita nomade, lavorando saltuariamente come manovale o bracciante presso le rive del Po. Proprio in quel periodo incominciò a dipingere. L'espressione artistica dava sollievo alle sue ansie, mitigava le sue ossessioni e riempiva la sua solitudine.
Ma fu solo nel 1928 che, grazie all'incontro con Renato Marino Mazzacurati, che ne comprese l'arte genuina e gli insegnò l'uso dei colori a olio, Ligabue giunse alla scelta di dedicarsi completamente alla pittura e alla scultura. Nel 1937 fu ricoverato nell'ospedale psichiatrico San Lazzaro di Reggio Emilia, a causa dei suoi stati maniaco-depressivi, che sfociavano talvolta in attacchi violenti autolesionistici o contro altri; in quest'ospedale tornerà altre due volte, dal 23 marzo 1940 al 16 maggio 1941 e dal 13 febbraio 1945 al 6 dicembre 1948. Dopo la sua seconda permanenza in ospedale, venne fatto dimettere dallo scultore Andrea Mozzali, che lo ospitò a casa sua a Guastalla. Durante la seconda guerra mondiale, fece da interprete alle truppe tedesche. Nel 1945, per aver percosso con una bottiglia un militare tedesco, dovette rientrare un'altra e ultima volta all'ospedale di Reggio Emilia. Uscito dall'ospedale, soggiornò alternativamente presso il ricovero di mendicità Carri di Gualtieri o in casa di amici.

Sul finire degli anni quaranta, andò crescendo l'interesse della critica nei confronti delle sue opere. Nel 1957, Severo Boschi, firma de Il Resto del Carlino, e il fotocronista Aldo Ferrari gli fecero visita a Gualtieri: ne scaturì un servizio sul quotidiano con immagini tuttora celebri. Negli anni cinquanta ebbe inizio il periodo più prolifico per l'artista e, dopo la sua presenza in mostre collettive, presero avvio anche le prime mostre personali. Nel 1955, tenne la sua prima mostra personale a Gonzaga, in occasione della Fiera Millenaria. Nel 1961 si procedette all'allestimento dell'esposizione alla Galleria La Barcaccia di Roma, che ne segna la consacrazione nazionale. Il 18 novembre 1962 l'artista fu colpito da un'emiparesi e, dopo essere stato curato in diversi ospedali, trovò nuovamente ospitalità presso il ricovero Carri di Gualtieri, dove morì il 27 maggio 1965.
(Epitaffio sulla tomba di Antonio Ligabue a Gualtieri)
Antonio Ligabue è sepolto nel Cimitero di Gualtieri e sulla sua lapide è posta la maschera funebre in bronzo realizzata da Andrea Mozzali.

## Stile

### Pittura
Nei suoi quadri trovarono espressione le sensazioni e i sentimenti che l'artista non riusciva a esprimere con le parole. Non aveva bisogno di modelli e dipingeva attingendo le immagini dalla propria notevole memoria visiva: tutto ciò che cadeva sotto i suoi occhi veniva registrato, rielaborato e riutilizzato all'occorrenza per disegnare scenari dal forte potere evocativo. I ricordi dell'infanzia, i paesaggi, gli episodi quotidiani, i film, le cartoline, i libri divenivano parte del suo patrimonio iconografico. A queste fonti di ispirazione, si accosta una conoscenza più "colta", acquisita da stampe o pubblicazioni d'arte, delle opere di Vincent van Gogh, di Gustav Klimt, dei fauves e degli espressionisti tedeschi, con cui alcuni suoi quadri presentano indubbie analogie estetiche e stilistiche.
Tra i vari soggetti, Ligabue predilige ritrarre animali, sia domestici sia esotici, in situazioni di quiete o di tensione (agguati, aggressioni, lotte); ma sono frequenti nei suoi quadri anche le scene di vita quotidiana (i campi e l'aratura), i paesaggi svizzeri, la caccia.
I dipinti realizzati da Ligabue tra la fine degli anni venti e gli anni trenta hanno un impianto piuttosto semplice. I colori sono molto diluiti e spenti, i contorni risultano sfumati e i soggetti dominanti sono sempre gli animali, ma rappresentati statici e di profilo.
A partire dagli anni quaranta l'artista si cimentò nella produzione di autoritratti, nei quali si raffigurava principalmente in posizione pressoché frontale, con il volto girato a sinistra e lo sguardo rivolto a destra, quasi sempre a mezzo busto, dedicando cura alla descrizione dell'abbigliamento e all'espressività, soprattutto degli occhi.
La produzione pittorica degli anni quaranta è caratterizzata inoltre da un arricchirsi della tavolozza di gamme cromatiche sempre più accese: il colore assume connotazioni espressionistiche e la pennellata diviene più corposa. La staticità iniziale lascia così posto alla rappresentazione del movimento. L'attenzione si concentra sempre più nella definizione dell'immagine in primo piano, mentre lo sfondo è reso con macchie di colore.
Negli anni cinquanta, il periodo più prolifico, l'uso dei colori ancora accesi, violenti, espressionistici, divenne allora più libero e la linea scura di contorno delle figure in primo piano acquisì maggiore evidenza, quasi a volerle staccare dallo sfondo. Inoltre, divennero più frequenti gli autoritratti a figura intera.
È inoltre da ricordare che Ligabue non datava le proprie opere e per questo, e gli altri elementi, è difficoltosa la catalogazione della sua opera.

### Scultura
Parallelamente alla produzione pittorica si colloca quella scultorea. I soggetti delle opere scultoree dell'artista erano ancora una volta gli animali, dapprima rappresentati statici, poi sempre maggiormente resi nel movimento e nella descrizione dei particolari.
A causa della tecnica adottata, tuttavia, molte delle sculture di Ligabue sono andate perdute: l'artista, infatti, modellava i suoi soggetti con la creta del Po, resa più malleabile attraverso una lunga masticazione; mentre il ricorso alla cottura, che le avrebbe rese meno deperibili, fu un'acquisizione solo degli ultimi anni.

## Mostre
Nel 1965, all'indomani della sua morte, gli venne dedicata una retrospettiva nell'ambito della IX Quadriennale di Roma.
Con il patrocinio della regione Lombardia, della provincia e del comune di Milano, fu allestita una grande mostra antologica al Palazzo dell'Arengario, dal 28 novembre del 1980 all'11 gennaio del 1981. Nella sala delle Cariatidi furono esposte oltre 150 opere tra dipinti, sculture, disegni e puntesecche, poi raccolte in un dettagliato catalogo con testi di vari critici e intellettuali, come Cesare Zavattini, Alberto Bevilacqua, Mario De Micheli e Raffaele De Grada. La suddetta mostra antologica, nello stesso anno e in quello successivo, verrà poi replicata a Bordighera, Lugano, Parigi, Strasburgo e altre località.
Nel 2002 Sergio Negri, tra i maggiori esperti delle opere di Ligabue, pubblicò il Catalogo generale dei dipinti (casa editrice Electa Mondadori). Al Palazzo Reale di Milano, tra il 20 giugno e il 4 novembre del 2008, si tenne la più grande mostra monografica sul pittore con oltre 250 opere esposte, organizzata dal Centro Studi & Archivio Antonio Ligabue di Parma.
Nel 2009 il Centro Studi & Archivio Antonio Ligabue ha organizzato una mostra nell'Auditorium Parco della Musica di Roma la mostra con 80 dipinti di Ligabue intitolata "Antonio Ligabue: espressionista contemporaneo" e inaugurata dall'ex presidente della Repubblica Oscar Luigi Scalfaro.
Nel 2010 si tenne a Firenze presso la Galleria d'Arte Moderna di Palazzo Pitti la mostra "RUGGITO. Antonio Ligabue: la lotta per la vita" (30 ottobre 2010 - 16 gennaio 2011), che mette a confronto una serie di capolavori documentando la visione esistenziale dell'artista. il Centro Studi & Archivio Antonio Ligabue di Parma inaugura una serie di esposizioni, come sempre documentate, discusse e studiate in specifici cataloghi, sul tema affascinante della "follia" dell'artista, a incominciare nel 2011 dall'antologica intitolata Antonio Ligabue. La follia del genio, che lo stesso Centro Studi infatti realizza, dall'11 marzo al 26 giugno del 2011, presso la Fondazione Magnani-Rocca, a Mamiano di Traversetolo (in provincia di Parma).
Nell'ambito degli itinerari culturali patrocinati da Expo Milano 2015, le opere di Antonio Ligabue assieme a quelle dell'artista Pietro Ghizzardi vengono inserite in tre eventi a cura di Vittorio Sgarbi in qualità di Ambasciatore Expo alle Belle Arti:
- Museo della Follia. Antonio Ligabue-Pietro Ghizzardi, a Palazzo della Ragione di Mantova (18 maggio 2015 - 10 gennaio 2016);
- Arte e Follia. Antonio Ligabue-Pietro Ghizzardi presso il Labirinto di Franco Maria Ricci (28 maggio - 31 ottobre 2015) a Fontanellato di Parma;
- Il tesoro d'Italia presso lo spazio Eataly all'Expo di Milano: un'opera di Ligabue viene esposta a rappresentare l'Emilia-Romagna.

Nel 2015, a Gualtieri, a 50 anni dalla sua morte, nasce la Fondazione Museo Antonio Ligabue, che realizza un'antologica con 180 opere dell'artista tra dipinti, disegni, incisioni e sculture. La mostra Ligabue, Gualtieri. Il ritorno è allestita nel Salone dei Giganti di Palazzo Bentivoglio ed è aperta dal 31 maggio all'8 novembre 2015. A fronte dell'enorme successo ottenuto dalla mostra, al 31 ottobre 24 000 ingressi, l'apertura viene prorogata all'8 dicembre 2015.
Il tema della follia è stato ripreso e approfondito nel 2016 con la mostra Museo della Follia. Antonio Ligabue- Pietro Ghizzardi, tenutasi a Catania presso Castello Ursino dal 22 aprile 2016 al 12 febbraio 2017.
Nel 2017, a Napoli, la Fondazione allestisce la mostra «Antonio Ligabue» nella Cappella Palatina del Maschio Angioino, con oltre ottanta lavori dell'artista.
Nel 2017 a Pavia, mostra nelle scuderie del castello.
Nel 2017 nasce a Parma la Fondazione Archivio Antonio Ligabue, accogliendo interamente l'eredità culturale, promozionale, organizzativa, operativa e scientifica espletata in toto dal Centro Studi & Archivio Antonio Ligabue a partire dal 1983, anno di fondazione del centro di cui si considera, a tutti gli effetti e per qualsiasi scopo, sia erede sia continuatrice.
Nel 2018, dal 19 gennaio al 17 febbraio, al Museo del Presente di Rende (in provincia di Cosenza) si tiene, per la prima volta in Calabria, una mostra monografica sull'artista dal titolo "Antonio Ligabue. Vita, opere e oggetti di un geniale artista", curata da Alessandro Mario Toscano e Marco Toscano, con più di 40 opere di Ligabue e oltre 30 oggetti personali appartenuti all'artista, organizzata dall'Associazione N. 9 in collaborazione con la Casa Museo Ligabue di Gualtieri.
Nel 2018 si svolge a Mosca, dal 25 gennaio al 20 maggio 2018, la mostra Antonio Ligabue – Lo specchio dell'anima presso il Museo Statale Centrale della Storia Contemporanea della Russia. L'antologica, a cura di Vittorio Sgarbi e Marzio Dall'Acqua, è prodotta e organizzata dalla Fondazione Archivio Antonio Ligabue di Parma. In catalogo testi dei curatori e interventi critici di Alexander Yakimovich e Irina Yazikova.
Nel 2021 al Forte di Bard viene ospitata una mostra dedicata al pittore, dal titolo 'Antonio Ligabue e il suo mondo', che ripercorre i temi principali cui si è dedicato l'artista: gli animali esotici e feroci e gli autoritratti. Accanto ai dipinti, la mostra dedica uno spazio anche alla scultura, con oltre venti opere bronzee.
Al museo Revoltella di Trieste dall'8 novembre 2023 fino al 30 giugno 2024 si è tenuta una mostra interamente dedicata all'artista con alcune sue opere.
Dal 3 ottobre 2024 al 16 marzo 2025, le sale di Palazzo Pallavicini hanno ospitato una grande mostra dedicata ad Antonio Ligabue, oltre 120 opere (di cui 81 dipinti, 14 sculture, 17 disegni e 15 incisioni).

## Antonio Ligabue nei musei
- MAGI '900 di Pieve di Cento (BO)
- Palazzo della cultura "Pasquino Crupi" - Reggio Calabria
- Palazzo Pallavicini (Bologna)

## Antonio Ligabue nella cultura di massa

### Filmografia, musica e libri
- Un primo filmato su Ligabue viene realizzato nel 1960 dal regista Rai Pier Paolo Ruggerini col titolo: "Il paese del sole a picco".
- Un secondo documentario su Ligabue (Antonio Ligabue, pittore) fu girato nel 1962 e distribuito nel 1965, l'anno della morte, da Raffaele Andreassi.
- Nel 1977 il regista Salvatore Nocita dedicò uno sceneggiato di tre puntate che narrava la vita di Ligabue, intitolato proprio Ligabue, che lo fece conoscere al grande pubblico; interpretò il pittore il trentenne Flavio Bucci.[12] La serie completa è disponibile sul sito Rai.[13]
- Augusto Daolio, dei Nomadi, gli dedicò una canzone intitolata Dammi un bacio, presente nell'album Gente come noi del 1991.
- Marco Ongaro, all'interno dell'album Dio è altrove (2002), ha inciso una canzone dedicata al pittore, Ligabue.
- Nel 2009, il Centro Studi & Archivio Antonio Ligabue di Parma ha coprodotto con Rai Trade e Officina della Comunicazione un film documentario del regista Salvatore Nocita dal titolo Antonio Ligabue: fiction e realtà, con la presenza di Flavio Bucci in qualità di narratore. Il film è stato presentato in anteprima mondiale al Festival Internazionale del Film di Roma (15-23 ottobre 2009) e ha partecipato al Film, Fashion and Art Fest di Los Angeles (28 febbraio - 6 marzo 2010).[5]
- La canzone Sfogati di Caparezza, contenuta nell'album Museica del 2015, è stata ispirata dal quadro di Ligabue Testa di tigre.
- Nel 2015 viene realizzato il docufilm Antonio Ligabue, L'Uomo a cura del regista Ezio Aldoni il quale, attraverso le testimonianze dirette di chi l'ha conosciuto e dalle interviste con personaggi famosi, ricrea e narra la vita drammatica del pittore.[14]
- Il 9 maggio 2019, il giornalista Carlo Vulpio pubblica con la casa editrice Chiarelettere, Il genio infelice, il romanzo della vita di Antonio Ligabue.
- Il 4 marzo 2020 nelle sale cinematografiche italiane esce Volevo nascondermi, un film sulla vita di Antonio Ligabue interpretato da Elio Germano con la regia di Giorgio Diritti.
- Nel 2020 Renato Martinoni pubblica per Guanda il romanzo biografico La campana di Marbach. Antonio Ligabue. Romanzo dell’artista da giovane.
- L'11 marzo 2022 Carlo Corallo e Murubutu pubblicano il brano "Storia di Antonio", in cui viene narrata la vita di Antonio Ligabue.